# Benjamin Faucon
Œuvres principales
- Série La Théorie des géants

Benjamin Faucon, né le 28 mai 1983, à Clermont-Ferrand, est un écrivain canadien. Il s'intéressa très jeune au monde de l'écriture, mais ce n'est qu'à l'âge de vingt ans qu'il commença à publier ses premiers écrits. Par la suite, il délaissa la poésie pour se consacrer à l'écriture de romans. Après la publication de ses deux premiers livres, fruits de ses hésitations sur son orientation littéraire, il s'orienta vers l'élaboration d'histoires fantastiques en publiant par ses propres soins le premier tome d'Éden et le monde vert. Las de travailler sur cette série, il se consacra au thriller Nova 19-3 qu'il publia en 2012 . Depuis, il écrit principalement des thrillers et signa en 2014 avec les Éditions AdA. La première série qu'il publia sous la bannière des Éditions AdA fut La Théorie des Géants au début de l'année 2014.

## Œuvre principale
Le premier tome de la série Éden et le monde vert : L'Adenium aux fleurs d’argent a été classé dans le palmarès 2010 du magazine Emorragei.
Le roman Nova 19-3 figure parmi les meilleurs romans de science-fiction/fantastique publiés au Canada dans la langue française au cours de l'année 2012.
L'année 2014 lui permet de publier sa série La Théorie des Géants aux éditions AdA, œuvre mélangeant le genre du roman à suspense avec des éléments d'histoire et d'archéologie.

## Écrivain
Après plusieurs essais infructueux dans le monde de la poésie, Benjamin Faucon se lança dans l'écriture de roman au tournant de l'année 2008. Ses deux premiers romans passèrent totalement inaperçus, puis l'auteur travailla sur le premier tome d'une série fantastique. Deux ans plus tard, le premier volet de la série Éden et le monde vert rencontra un bel accueil au moment de sa sortie. Après la parution de ce troisième roman, l'auteur hésita sur l'orientation de sa carrière, alternant littérature jeunesse et thriller, allant jusqu'à composer un conte (Dansons avec les lucioles). C'est après la parution de Nova 19-3 qu'il se concentra exclusivement au genre littéraire du roman de suspense. Depuis lors, Benjamin Faucon travaille sur une nouvelle série de thrillers qui sortiront en 2014 sous la bannière d'un éditeur canadien. Dans ses romans, l'auteur privilégie des intrigues où le thème du complot international demeure toujours présent et où l'action, à la manière des films hollywoodiens, tient une place importante.
L'auteur reconnaît avoir été grandement influencé par les livres de Jules Verne et de Steve Berry, et cherche à proposer aux lecteurs des romans à suspense où l'action rappelle celle des films américains, mais où un contenu culturel est extrêmement présent.

## La Théorie des géants
La Théorie des géants forme la première série d'œuvres publiées avec la maison d'édition québécoise AdA en 2014. Les deux premiers tomes présentent un mélange d'aventure, d'éléments historiques et de suspense se déroulant dans différents pays,.
Par le biais de cette série, l'auteur revisite le thème du roman d'aventure . Son héros, Ewen Luneau, est amené à voyager à travers le monde et fuir son passé de pilleur de tombes, le tout en multipliant les visites de grands sites archéologiques. Cette série montre le goût de l'auteur pour les scènes d'action et la thématique du complot international qui est cette fois abordée d'une manière différente. En écrivant cette série, Benjamin Faucon a replongé dans l'un de ses amours d'enfance, à savoir l'archéologie, et rend en quelque sorte hommage à l'un de ses héros d'enfance : Indiana Jones .
Avec la série La Théorie des Géants mais également avec son roman antérieur Nova 19-3, l'auteur a agrandi son lectorat autant en Europe qu'au Canada et posé les prémices de son écriture mêlant habilement culture et suspense.
Dans 'La Théorie des Géants', le lecteur suit les aventures d'un archéologue parcourant le monde à la recherche d'une vérité que de mystérieux milliardaires tendent à déformer. Du Pérou, en Irak, en passant par la Chine et un grand nombre d'autres pays, le héros tente de découvrir pourquoi des ossements sont cachés sur différents sites de fouilles à travers le monde.
Dans cette série, on peut y voir la volonté de l'auteur de combattre les idées préconçues, de faire voler en éclats les frontières et amener le lecteur à découvrir de nouvelles cultures, des anciennes civilisations et de combattre le racisme [réf. souhaitée].
En juillet 2017, l'écrivain a annoncé que son roman Le cercle des six (premier tome de la série La théorie des géants) avait été racheté par le groupe d'édition français City éditions.

## D'art et de sang
D'art et de sang est la nouvelle série de romans de Benjamin Faucon, encore une fois publiée par les Éditions AdA et annoncée pour 2015. L'auteur y aborde le monde des arts et y partage sa passion pour la culture . La sortie de cette série fit parler d'elle et Benjamin Faucon fut comparé à Donna Leon et Daniel Silva pour la qualité de ses recherches sur l'Italie et les arts . Avec cette série de romans, l'auteur permet aux lecteurs d'effectuer une véritable visite des musées connus le tout sur fond d'espionnage et d'action .

## Les Incroyables et Périlleuses Aventures de Gabriel Latulipe
Cette nouvelle série annoncée pour septembre 2015 au Canada est la réédition de la série Éden et le monde vert, corrigée et mise au goût du jour . Dès sa sortie, cette série reçut de belles critiques au Québec et en Europe et dut partir en réimpression peu après sa sortie.

## Œuvres

### SérieÉden et le monde vert
1. L’Adenium aux fleurs d’argent, 2010[18].
2. L’Ordre des explorateurs, 2012[19].
3. Une renaissance, 2013[20].

### SérieLa Théorie des géants
1. Le Cercle des six , 2014[21].
2. Sur le chemin des ténèbres , 2014[21].
3. La Pierre de soleil , 2015[22].

### SérieD'art et de sang
1. L'Art du vol , 2015[23].
2. L'Art du mensonge , 2015[23].

### SérieLes Incroyables et Périlleuses Aventures de Gabriel Latulipe
1. L'Alchimiste du mal , 2015[24].
2. À l'est d'Orwick , 2015[24].
3. Le retour du chêne vert , 2016[24].

### SérieMontérégia
1. Le dompteur de griffons , 2016[25].
2. La naissance du magicien , 2016[25].
3. Le retour de la fée , 2017[25].

### SérieVampires et créatures de l'autre monde
1. Le cavalier sans tête , 2016[26].
2. L'abies Pinaceae , 2016[26].
3. L’homme-corbeau , 2017

### Romans indépendants
- Pierre LaBourde et l’Affaire du chien, 2009[27].
- Les Yeux clos, 2010[28].
- Dansons avec les lucioles, 2011[29].
- Nova 19-3, 2012[30].
- Sans âme ni loi, 2013[31].
- Le Dossier météore, 2018
- Le Code Khéops, 2019
- L'affaire Grechnev, 2024